# قطيفية مزيفة
القُطَيفية المزيفة، المعروفة باسم الرجلة البحرية، هي شجيرة توجد في أوراسيا.

## وصف
القُطَيفية المزيفة هو نبات معمر، ينمو إلى ارتفاع متر واحد. أوراقه سميكة وبيضاوية الشكل، ذات سطح ناعم. وتُزهر، في المناخات الشمالية المعتدلة، من يوليو إلى سبتمبر. وزهورة صغيرة، محمولة في عناقد قصيرة، أحادية المسكن [الإنجليزية]، وتُلقح عن طريق الرياح.

## التصنيف
المرادفات النباتية تشمل (باللاتينية: Atriplex portulacoides L). و(باللاتينية: Obione portulacoides (L.) Moq). كشفت الأبحاث التطورية الحديثة أن الهاليميون هو جنس مميز ولا يمكن تضمينه في الرغل.

## التوزيع والموئل
توجد الرجلة البحرية في شواطئ البحر في غرب وجنوب أوروبا، ومن البحر الأبيض المتوسط إلى غرب آسيا. وهو نبات ملحي، يوجد في المستنقعات المالحة والكثبان الساحلية، وعادة ما تغمره المياه عند ارتفاع المد.

### إيرلندا
جزر كوبلاند [الإنجليزية] ( مقاطعة داون ).

## الاستخدامات
يمكن تناول الأوراق الصالحة للأكل نيئةً في السلطات أو مطبوخة عشبةً. وهي سميكة ونضرة ولها ملمس مقرمش وملوحة طبيعية. تعتبر الأوراق مفيدة لصحة الإنسان والحيوان لأنها تحتوي على مغذيات دقيقة مهمة مثل الزنك والحديد والنحاس والكوبالت.

## الملاحظات
1. ↑   (بالإنجليزية: sea purslane)‏[1]
2. ↑  هو نظام جنسي في النباتات البذرية حيث توجد مخاريط أو أزهار مذكرية وأنثوية منفصلة على نفس النبات.